# Gochujang
Gochujang er en fermenteret peber-pasta fra Sydkorea, som består af rød chili, ris, fermenterede sojabønner og salt. Gochujang er meget brugt i det koreanske køkken, for eksempel i retten Bibimbap.